# Иди Седжуик
Иди Седжуик (на английски: Edie Sedgwick; 20 април 1943 г. – 16 ноември 1971 г.) е американска актриса, фотомодел и „Момиче на годината“ за 1965 г.,  добила популярност с близостта си с авангардния художник и режисьор Анди Уорхол, който снима няколко филма с нея през 60-те години на ХХ век.

## Ранни години
Произхожда от заможното семейство на Алис Делано де Форест (1908 – 1988) и Франсис Седжуик (1904 – 1967), известен филантроп и скулптор, а децата на семейството са общо осем. Въпреки богатството на семейството и високия социален статус в началото на живота Иди била объркана. Всички деца на семейство Седжуик имат дълбоко конфликтни отношения с баща им, но според повечето оценки той е нарцистичен, емоционално отдалечен и често злоупотребява с контрола върху тях. Нейната най-голяма сестра Алис (Saucie) умира преждевременно след свръхдоза, а брат ѝ Франсис (известен като Minty), се самоубива след нещастна любовна връзка, през 1964 г., обесвайки се, докато е в психиатрична болница. Нейният най-малък брат Робърт („Боби“), който също страда от психично-здравни проблеми, умира в катастрофа с мотоциклет през 1965 година.

### Семейни проблеми и заболяване
Иди страда от анорексия, като болестта ѝ се влошава, след като заварва баща си с непозната жена. Когато Иди разкрива видяното на майка си, тя я обвинява, че лъже, и започва да я тъпче с транквиланти. Момичето се пристрастява към тях и се затваря в себе си. Франсис поставя ултиматум на съпругата си: или да вкара Иди в психиатрична клиника, или ще напусне семейството. Така Иди за първи път попада в болница през 1962 г. Там теглото ѝ рязко пада – тежи по-малко от 40 кг при ръст 163 см. Лечението ѝ помага, но получава поредната травма. „Бях затворена в клиниката две години“, разкрива тя по-късно. „Срещнах млад мъж от Харвард. С него за първи път правих любов.“ Седжуик забременява, но лекарите я убеждават да направи аборт. Все пак тя преживява и това и заминава да учи скулптура в колежа „Радклиф“ в Кембридж, Масачузетс.

### Среща сАнди Уорхол
През март 1965 г. Иди среща художника и авангарден режисьор Анди Уорхол. Тя започва да посещава редовно студиото му, наречено „Фабриката“ от март 1965 г., заедно с приятеля си Чък Уейн. По време на едно от тези посещения, Уорхол снимал своя филм „Винил“ – негова интерпретация на романа Портокал с часовников механизъм. Уорхол решава да използва Иди във филма, а по-късно я използва и като героиня във филм „Кон“. Въпреки че изявите на Седжуик в двата филма са кратки, тя генерира толкова голям интерес, че Уорхол решава да създаде филм, чрез който тя би могла да се превърне в звезда.
Първият от тези филми се нарича „Бедното малко, богато момиче“ (Poor Little Rich Girl), който първоначално е бил замислен като част от поредица с участието на Седжуик, наречена The Saga Poor Little Rich Girl. Филмите на Уорхол не са икономически успешни и рядко се виждат извън кръга на „Фабриката“, но известността на Иди нараства и медиите започват да пишат за участието ѝ във филмите на Уорхол. По време на този период тя развива своя „запазена марка“ в обличането, включващо вид черни трика, мини рокли и големи обеци във формата на полилей. Седжуик също отрязва кестенявата си коса късо, а по-късно започва да я боядисва със сребърна боя, по подобие на външния вид на перуките, които Уорхол носи. Уорхол я кръщава Superstar и двамата са снимани заедно в различни хай-лайф изяви.
През 1965 г. Седжуик и Уорхол продължават да правят филми заедно – Space, Prison, Lupe и Chelsea Girls. Въпреки това в края на 1965 г. отношенията им се влошават и Иди иска от Уорхол да не се показва никой от нейните филми.
Ида вече е в лошо финансово състояние, започва да злоупотребява с наркотици.

### Женитба и смърт
През 1969 г. тя е арестувана за притежаване на наркотици и е приета в психиатрична клиника. Намира обаче подкрепа в друг зависим – Майкъл Пост. През следващите две години Иди се бори с проблема си с наркотиците, като се подлага на над 20 шокови терапии.
През 1971 г. изглежда, че Седжуик започва да изплува. Омъжва се за Майкъл Пост и работи усилено, за да ограничи пристрастеността си само до болкоуспокоителни. На 15 ноември Иди е снимана по време на модно ревю, където изглежда здрава, но след шоуто един от гостите я напада, крещейки, че е жертва на хероина. Седжуик изпада в истерия и Пост я отвежда вкъщи. Дава ѝ предписано лекарство и тя заспива. На следващата сутрин Седжуик е намерена мъртва едва е навършила 28 години. Полицейските записки отбелязват като причина за смъртта „нещастен случай/самоубийство, причинено от свръхдоза барбитурати“.

## Златното момиче
През 2006 година на екраните излиза биографичен филм за Иди, наречен "Златното момиче (оригинално название – Factory Girl), на режисьора Джон Хикикенлупър. В главната роля се въплъщава британската актриса Сиена Милър, а ролята на Уорхол е изиграна от друга британска филмова звезда Гай Пиърс.